# Skip (górnictwo)

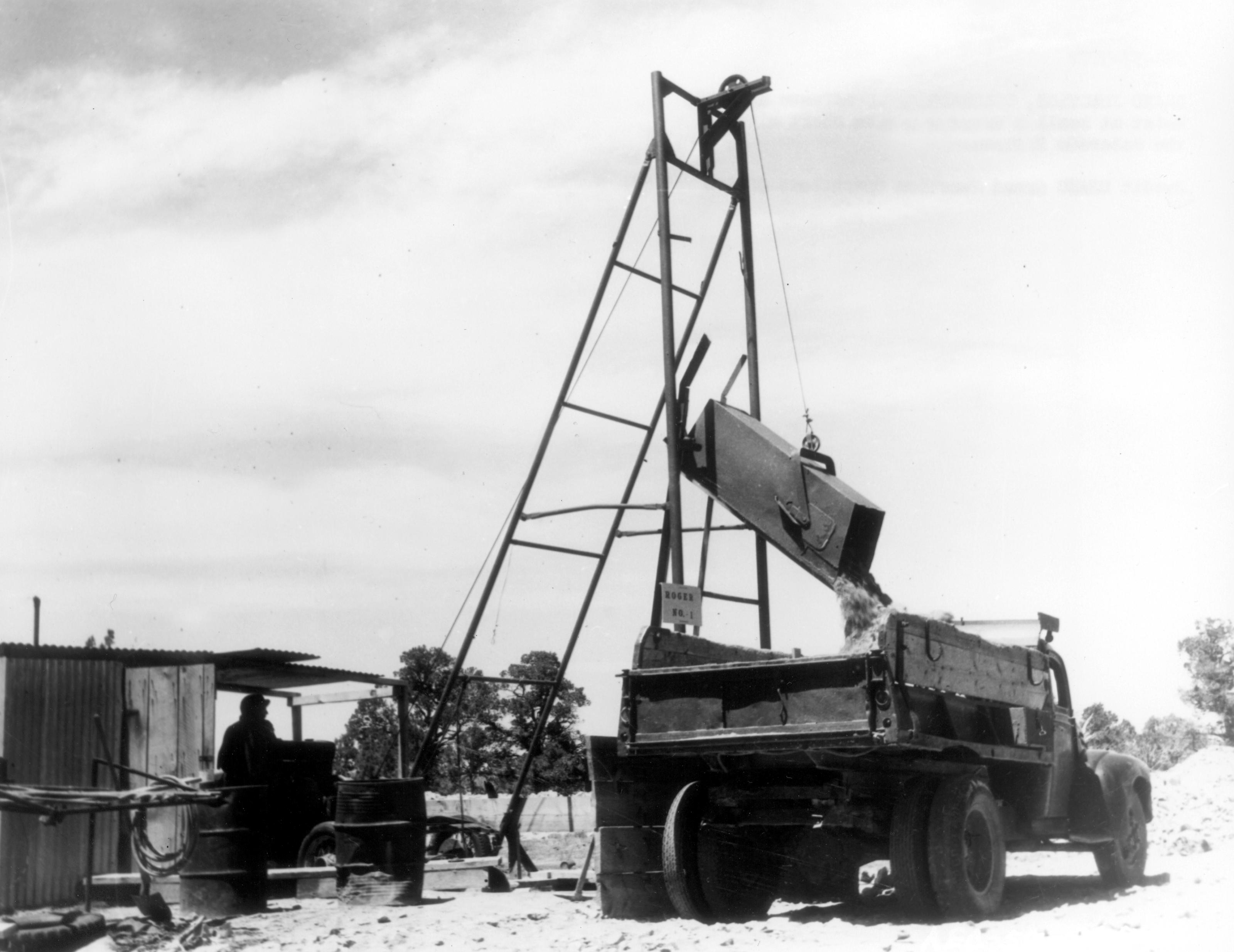
Wyładunek urobku z niewielkiego skipu w małej kopalni uranu, Wyżyna Kolorado, USA. Fot. ok. 1957.

Skip – duże naczynie wydobywcze, w formie skrzyni lub kubła z automatycznym urządzeniem za- i wyładowczym, służące do wyciągania urobku w podziemnych zakładach górniczych, poruszające się w szybie za pomocą lin nośnych.
Skip służy do transportu urobku z poziomu wydobywczego na powierzchnię i porusza się z prędkością do 20 metrów/sekundę. Przeważnie 10-16 m/s. Udźwig skipów waha się od kilkuset kilogramów w małych kopalniach do kilkudziesięciu ton w dużych zakładach wydobywczych. W Polsce największe skipy mają KWK Bogdanka - 40 i 35 ton i KWK Makoszowy w Zabrzu (zlikwidowana) - 35 i 30 ton.